# Ferencvárosi TC (lední hokej)
Ferencvárosi TC (celým názvem: Ferencvárosi Torna Club) je maďarský klub ledního hokeje, který sídlí v Budapešti. Založen byl v roce 1928. V letech 1950–1957 se klub postupně jmenoval ÉDOSZ SE Budapest a Kinizsi SE Budapest. Svůj současný název tak nese od roku 1957. FTC je celkově dvaceti šesti násobným mistrem Maďarska, což z něj dělá rekordmana v celém Maďarsku. Poslední titul se datuje do roku 2019. Od sezóny 2008/09 působí v Erste Lize, maďarské nejvyšší soutěže v ledním hokeji. Klubové barvy jsou zelená a bílá.
Své domácí zápasy odehrává v hale Jegpalota Budapest s kapacitou více než 2 048 diváků.

## Historické názvy
Zdroj:
- 1928 – Ferencvárosi TC (Ferencvárosi Torna Club)
- 1950 – ÉDOSZ SE Budapest (ÉDOSZ Sport Egyesület Budapest)
- 1951 – Kinizsi SE Budapest (Kinizsi Sport Egyesület Budapest)
- 1957 – Ferencvárosi TC (Ferencvárosi Torna Club)

## Získané trofeje

### Vyhrané domácí soutěže
- Maďarský mistr v ledním hokeji ( 26× )
  - 1950/51, 1954/55, 1955/56, 1960/61, 1961/62, 1963/64, 1966/67, 1970/71, 1971/72, 1972/73, 1973/74, 1974/75, 1975/76, 1976/77, 1977/78, 1978/79, 1979/80, 1983/84, 1988/89, 1990/91, 1991/92, 1992/93, 1993/94, 1994/95, 1996/97, 2018/19
- Maďarský pohár v ledním hokeji ( 14× )
  - 1967/68, 1968/69, 1973, 1974, 1975, 1976, 1977, 1978/79, 1979/80, 1983, 1989/90, 1990/91, 1991/92, 1994/95

### Vyhrané mezinárodní soutěže
- Panonská liga ( 1× )
  - 2002/03
- Erste Liga ( 1× )
  - 2018/19

## Přehled ligové účasti
Zdroj:
- 1937–2014: OB I. Bajnokság (1. ligová úroveň v Maďarsku)
- 2000–2001: Interliga (mezinárodní soutěž)
- 2002–2004: Panonská liga (mezinárodní soutěž)
- 2008–2014: MOL Liga (mezinárodní soutěž)
- 2014–2017: MOL Liga (1. ligová úroveň v Maďarsku / mezinárodní soutěž)
- 2017– : Erste Liga (1. ligová úroveň v Maďarsku / mezinárodní soutěž)

## Účast v mezinárodních pohárech
Zdroj:
Legenda: SP - Spenglerův pohár, EHP - Evropský hokejový pohár, EHL - Evropská hokejová liga, SSix - Super six, IIHFSup - IIHF Superpohár, VC - Victoria Cup, HLMI - Hokejová liga mistrů IIHF, ET - European Trophy, HLM - Hokejová liga mistrů, KP - Kontinentální pohár
- EHP 1967/1968 – 1. kolo
- EHP 1971/1972 – 1. kolo
- EHP 1972/1973 – 2. kolo
- EHP 1973/1974 – 3. kolo
- EHP 1974/1975 – 2. kolo
- EHP 1975/1976 – 1. kolo
- EHP 1977/1978 – 1. kolo
- EHP 1978/1979 – 1. kolo
- EHP 1979/1980 – 1. kolo
- EHP 1984/1985 – 1. kolo
- EHP 1989/1990 – 1. kolo, sk. D (4. místo)
- EHP 1991/1992 – 1. kolo, sk. B (3. místo)
- EHP 1992/1993 – 1. kolo, sk. A (2. místo)
- EHP 1993/1994 – Čtvrtfinálová skupina E (2. místo)
- EHP 1994/1995 – Čtvrtfinálová skupina B (4. místo)
- EHP 1995/1996 – Čtvrtfinálová skupina B (3. místo)
- KP 1997/1998 – 1. kolo, sk. H (3. místo)
- KP 2000/2001 – Předkolo, sk. C (2. místo)